# Erik Hayser
Erik Hayser, né le 13 décembre 1980 à Santiago de Querétaro, Querétaro, Mexique, est un acteur mexicain, scénariste et producteur. Il étudie le jeu d'acteur au Centro de Formación Actoral (CEFAC).

## Biographie
Il a commencé sa carrière d'acteur dans des telenovelas du groupe TV Azteca,.

## Filmographie

### Films
- 2001 Essaim Mortel  : Soldat 1
- 2009 Sin retorno  : Chespi

### Télévision
- 2002 : La duda : Miguel
- 2003 : Enamórate : Canavatti
- 2003 : Dos chicos de cuidado en la ciudad : Jordi
- 2004 : Soñarás : Eric
- 2006 : Ángel, las alas del amor: Iván
- 2007 : Mientras haya vida: Daniel
- 2008 : Alma legal : Flavio
- 2008 :Cambio de Vida : René
- 2010 : Las Aparicio: Alejandro López Cano
- 2010 : Capadocia : Andrés Soto (Épisode : Señor, ¿Por qué m'a abandonado?)
- 2011 : El octavo mandamiento : Diego De San Millán
- 2012-2013 : Dulce amargo : Nicolás Fernández Leal
- 2014 : Camelia la Texana : Emilio Varela / Aaron Varela[3]
- 2014-2015 : Los miserables : Daniel Ponce[4],[5]
- 2015 : Caminos de Guanajuato : Giberlto Coronel[6]
- 2017 : Sense8 : Raoul (saison 2 : 6 épisodes)[7]
- 2017 : Ingobernable  : Diego Nava Martínez, le président du Mexique
- 2018 : Le Détenu (El Recluso) : Jeremy Jones

### Séries
- 2020 : Sombre Désir  : Esteban Solares
- 2025 : Péchés inavouables : Claudio Martínez

## Théâtre
- Departamento de solteros (2002)
- Encuentros (2007-08)
- El hombre perfecto (2007-09)